# Paralimnophila (Paralimnophila) albofasciata
Paralimnophila (Paralimnophila) albofasciata is een tweevleugelige uit de familie steltmuggen (Limoniidae). De soort komt voor in het Australaziatisch gebied.